# Астролаб
Астролаб је астрономски инструмент који је настао још у античко доба.Базиран је на стереографској пројекцији, којом се још тада бавио Хипарх. Коришћен је током више од 2000 година у сврхе одређивања дела видљивог неба, одређивање времена, био је непроцењива помоћ при изради хороскопа... Астролаб се састоји из неколико делова кружног облика који су у средишту спојени завртњем. На завртањ се ставља алидада, својеврсна врста лењира, која може да ротира око завртња, а која служи да се очитају хоризонтске висине тела у одређеном моменту. На њу следи кућиште и преко кућишта тимпан за посебну географску ширину. На тимпану су уцртане линије азимута, зенит и остале важне тачке хоризонтског координатног система, док се на кућишту налазе ознаке и линије екваторског небеског координатног система. Кућиште и тимпани су фиксирани. Напослетку следи рета, која је врста звездане карте, а која има могућност да ротира око завртња. Врховима шиљака на рети представњене су најсјајније звезде, а обручем у одговарајућем положају и еклиптика.
То је био главни навигациони инструмент до открића секстанта у 18. веку. Користио се за одређивање и предвиђање положаја Сунца, Месеца, планета и звезда; одређивање месног времена из задане географске дужине и обрнуто; и за триангулацију.

## Етимологија
Оксфордски речник енглеског језика даје превод „звездоносац“ за енглеску реч astrolabe и прати га кроз средњовековни латински до грчке речи ἀστρολάβος : astrolábos, од ἄστρον :  astron „звезда“ и λαμβάνειν : lambanein „узети”.

## Историја

### Антички свет
Рани астролаб изумео је у хеленистичкој цивилизацији Аполоније из Перге између 220. и 150. п. н. е., мада се често приписује Хипарху. Астролаб је био спој планисфере и диоптре, заправо аналогни калкулатор способан да реши неколико различитих врста проблема у астрономији. Теон Александријски (око 335 – око 405) написао је детаљну расправу о астролабу, а Луис тврди да је Птоломеј користио астролаб да би направио астрономска запажања забележена у Тетрабиблосу. Проналазак авионског астролаба се понекад погрешно приписује Теоновој ћерки Хипатији (око 350–370; умрла 415. године), али се заправо зна да је већ био у користити најмање 500 година пре рођења Хипатије. Погрешна атрибуција долази од погрешног тумачења изјаве у писму Хипатијиног ученика Синезија (око 373 – око 414), у којем се помиње да га је Хипатија научила како да конструише раван астролаб, али ипак не наводи ништа о томе да га је сама измислила.

### Средњевековно доба
Астролаби су даље развијени у средњовековном исламском свету, где су муслимански астрономи увели угаоне скале у дизајн, додајући кругове који указују на азимуте на хоризонту. Астролаби су били нашироко коришћени широм муслиманског света, углавном као помоћ у навигацији и као начин за проналажење Кибле, правца Меке. Математичар из осмог века Мухамед ал Фазари је прва особа заслужна за изградњу астролаба у исламском свету.
Математичку позадину је установио муслимански астроном Албатеније у својој расправи Китаб аз-Зиј (око 920. године), коју је на латински превео Платон Тибуртин (De Motu Stellarum). Најранији сачувани астролаб датира из 315. године по хиџри (927–28). У исламском свету, астролаби су коришћени за проналажење времена изласка сунца и изласка фиксних звезда, као помоћ у заказивању јутарње молитве (намаз). У 10. веку, ал-Суфи је први описао преко 1.000 различитих употреба астролаба, у различитим областима као што су астрономија, астрологија, навигација, геодетство, мерење времена, молитва, намаз, кибла, итд.
Сферни астролаб је био варијација астролаба и армиларне сфере, који су током средњег века измислили астрономи и проналазачи у исламском свету. Најранији опис сферног астролаба датира из Ал-Наиризија (892–902). У 12. веку, Шараф ал-Дин ал-Туси је изумео линеарни астролаб, који се понекад назива „штап ал-Туси”, који је био „једноставан дрвени штап са степенастим ознакама, али без нишана. Био је опремљен виском и дуплом тетивом за вршење угаоних мерења и пробушеном казаљком”. Механички астролаб са зупчаницима је изумео Аби Бакр из Исфахана 1235. године.
Први познати метални астролаб у западној Европи је Дестомбесов астролаб направљен од месинга у једанаестом веку у Португалу. Метални астролаби су избегли савијање којем су били склони велики дрвени инструменти, омогућавајући конструкцију већих и стога тачнијих инструмената. Метални астролаби су били тежи од дрвених инструмената исте величине, што је отежавало њихову употребу у навигацији.
Херман Контрактус из опатије Рајхенау, испитивао је употребу астролаба у Mensura Astrolai током 11. века. Петар од Марикура написао је расправу о конструкцији и употреби универзалног астролаба у другој половини 13. века под насловом Nova compositio astrolabii particularis. Универзални астролаби се могу наћи у Музеју историје науке у Оксфорду. Дејвид А. Кинг, историчар исламске инструментације, описује универзални астролоб који је дизајнирао Ибн ал-Сарај из Алепа (ака Ахмад бин Аби Бакр; 1328) као „најсофистициранији астрономски инструмент из читавог средњовековног и ренесансног периода“.
Енглески писац Џефри Чосер (око 1343–1400) саставио је Расправу о астролабу за свог сина, углавном засновану на делу Месахале или Ибн ал Сафара. Исти извор су превели француски астроном и астролог Пелерин де Прус и други. Прва штампана књига о астролабу била је Састав и употреба астролаба Кристијана из Прахатице, такође користећи Месахала као извор, али релативно оригинално.

### Журнали
- Martin, L. C. (1923). „Surveying and navigational instruments from the historical standpoint”. Transactions of the Optical Society. 24 (5): 289—303. Bibcode:1923TrOS...24..289M. ISSN 1475-4878. doi:10.1088/1475-4878/24/5/302.